# بلوشستان (باكستان)
بلوشستان (بالأردية: بلوچستان) هو إقليم باكستاني. يقع في المنطقة الجنوبية الغربية من البلاد، وهو أكبر إقليم في باكستان حسب المساحة لكنها الأقل حسب كثافة سكانية. يحده من الشمال الشرقي إقليم خيبر بختونخوا ومن الشرق إقليم البنجاب ومن الجنوب الشرقي إقليم السند. كما للإقليم حدود دولية مع إيران (سيستان وبلوشستان) من الغرب وأفغانستان من الشمال ويحدها بحر العرب من الجنوب.
إقليم بلوشستان مكون من هضبة واسعة تتخللها سلاسل جبلية تفصل بين الأحواض المختلفة، ومناحه صحراوي حار جاف. كما أن فيه ميناء جوادر. يشكل الإقليم حوالي 44٪ من مساحة باكستان، تشكل الزراعة وتربية المواشي حوالي 47٪ من اقتصاد الإقليم على أن 5٪ فقط من أراضيه صالحة للزراعة. يعتمد الإقليم على موارده الطبيعية وبالأخص حقول الغاز الطبيعي.

## التاريخ

### العصر القديم والأوسط
كانت بلوشستان إحدى المناطق التي قامت في حضارة وادي السند، ومن أبرز المواقع الأثرية عائد لتلك الفترة موقع مهرغاره الذي يبلغ عمره حوالي 7000 قبل الميلاد. أقدم من سكان المنطقة هم شعب براهوي الذين يتحدثون لغة درافيدية قديمة احتفظوا بها على مدى آلاف السنين.
سيطرت سلالة سيوا الهندوسية على أجزاء من الإقليم من مركز حكمها مدينة قلات. يُعتقد أن اسم منطقة سيبي - التي استُحدثت في عام 1974 بعد فصلها من منطقتي كويتا وقلات - سميت على اسم راني سيوي إحدى ملكات سلالة سيوا. رغم أن الإنسان سكن المنطقة منذ العصر الحجري والعصر البرونزي وحتى في فترة إمبراطورية الإسكندر الأكبر، إلا أن الشعب البلوشي ألذي سميت المنطقة باسمه وهو أكبر مجموعة عرقية في الإقليم اليوم، لم يستقر فيها إلا في القرن الرابع عشر الميلادي.
يذكر المؤرخون البلاذري وابن سعد وخليفة بن خياط أن أول غارة على قيقان (بلوشستان الحالية) كانت في عام 658 م. وقد شارك في هذه الغارة الحارث بن مرة العبدي وصايفي بن فيل الشيباني. اندلعت ثورة في منطقة مكران الواقعة جنوب بلوشستان في عهد الخليفة علي بن أبي طالب. استقلت شمال شرق بلوشستان ومدينة قلات عن الدولة الأموية في عام 663 ميلادي بعد مقتل القائد الحارث بن مرة العبدي ومعظم جيشه في معركة ضد ثورة في قلات.

### العصر الحديث
أصبح مير شاكر خان ريند أول سردار (زعيم قبلي) لبلوشستان في القرن الخامس عشر، كانت بلوشستان وقتها تضم أراضي من إيران وأفغانستان وباكستان الحالية. كان مير شاكر أحد حلفاء السلطان المغولي همايون وساهم في ترسيخ النفوذ السلطنة المنطقة. تولت خانات قلات قيادة المنطقة بعد حكم مير شاكر تحت الحكم الاسمي سلطنة مغول الهند. تحول حكام بلوشستان الشرقية إلى الولاء للشاه نادر الأفشاري وتنازل لهم عن منطقة كالهورا الواقعة في سيبي كاتشي. لعب أحمد شاه الدراني دورًا مهمًا في المنطقة. بعد اكتسابه ولاء العديد من زعماء البلوش الذين انضموا إلى جيشه وشاركوا في معركة باني بت الثالثة. بعد فترة النفوذ الأفغاني هذه أصبح الحكام البلوش المحليين أصحاب الأمر والنهي في المنطقة.

#### الحقبة الاستعمارية

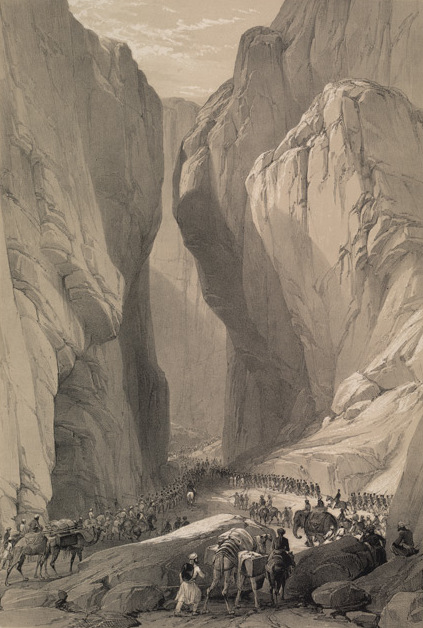
رسمة تاريخية لممر بولان

سقطت الدولة الدرانية في عام 1823 وظهر في بلوشستان أربع دول أميرية هي: مكران وخاران ولاس بيلا وقلات. أصبح شمال بلوشستان تابع للهند البريطانية في عام 1876. تمكن السير روبرت ساندمان في عام 1876 من إقناع زعماء البلوش للتوقيع على معاهدة قلات التي وضعت أراضي خانات قلات ومكران وخاران ولاس بيلا تحت الحماية البريطانية مع احتفاظها بوضع دول أميرية.
تنازل الأمير الأفغاني محمد يعقوب خان عن مناطق كويته وبيشين وهارناي وسيبي وثال تشوتيالي لبريطانيا بموجب معاهدة جاندماك عام 1879 بعد الحرب الأفغانية الثانية. إستولىٰ البريطانيون على ممر بولان جنوب شرق كويتا من خانات قلات في عام 1883، ضمت مناطق إضافية من بلوشستان للسيطرة البريطانية في عام 1887.
تفاوض السير مورتيمر دوراند مع أمير أفغانستان عبد الرحمن خان في عام 1893 لتحديد خط ديورند الذي امتد من شيترال إلى بلوشستان وسيفصل الحدود بين أفغانستان والمناطق الخاضعة للسيطرة البريطانية. عانت بلوشستان من زلازل مدمرة في العهد البريطاني، منها زلزال كويته عام 1935 الذي دمّر المدينة وزلزال بلوشستان عام 1945 الذي كان مركزه في منطقة مكران.
كانت هناك ثلاثة أحزاب مؤيدة للمؤتمر نشطة في بلوشستان، مثل "جماعة وطن بلوشستان" التي دعمت فكرة الهند الموحدة وعارضت تقسيمها على عكس فرع الرابطة الإسلامية في المنطقة.

#### بعد الاستقلال
كانت بلوشستان البريطانية مكونة من مقاطعة رئيس المفوضين وولايات قلات ومكران ولاس بيلا وخاران الأميرية. تذكر الرواية الباكستانية:80 أن شاهي جيرغا (المجلس القبلي الكبير) وأعضاء غير رسميين في بلدية كويته صوتوا بالإجماع على الانضمام إلى باكستان في 29 يونيو 1947.
لكن كانت هناك انتقادات واسعة حول شرعية هذا التصويت. فقد استبعد ممثلي ولاية قلات من مجلس شاهي جيرغا قبل التصويت.:81 قال قاضي محمد عيسى، رئيس رابطة بلوشستان الإسلامية آنذاك، أن شاهي جيرغا لم يكن يمثل الشعب بشكل كامل، فقد اقتصر التصويت على ممثلي المناطق البريطانية في بلوشستان مثل كويته ونصير أباد ونوشكي وبولان.:81
أرسل أعضاء من مجلس شاهي جيرغا وسردار القبائل رسالة إلى خان قلات في الفترة التي تلت لاستفتاء أكدوا فيها أنهم يعتبرون أنفسهم جزءًا من ولاية قلات،:82 أثارت هذه الرسالة تساؤلات حول نزاهة التصويت.:82 يوضح الباحث سلمان رافع شيخ أن انضمام بلوشستان إلى باكستان لم يكن ذا توافق شعبي وأن التصويت كان فيه تلاعب سياسي واضح، ساهم في تأجيج التوترات السياسية في المنطقة لاحقًا.:82
كان خان قلات يطمح أن يستقل في البداية، لكنه انضم إلى باكستان في 27 مارس 1948 بعد سلسلة من المفاوضات. أدى توقيع أحمد يار خان على وثيقة الانضمام إلى انقسام في الأسرة الحاكمة، فثار على القرار شقيقه الأمير عبد الكريم. رفض الأميران آغا عبد الكريم بلوش ومحمد رحيم الاستسلام في يوليو 1948، وقاما بقيادة عمليات ضد الجيش في منطقة دوشت جهالوان حتى عام 1950. انخرط الأمير عبد الكريم في أنشطة مسلحة دون تلقي أي دعم خارجي.
شهدت بلوشستان سلسلة من التمردات في أعوام 1948 و1958-1959 و1962-1963 و1973-1977، مع تصاعد للحركات المسلحة البلوشية التي تطالب بالحكم الذاتي منذ عام 2003. يؤيد بعض البلوش فكرة الحكم الذاتي، إلا أن غالبية السكان لا يؤيدون الانفصال عن باكستان.
اتهم وزير داخلية بلوشستان سرفراز بوغتي رئيس الوزراء الهندي ناريندرا مودي بدعم الإرهاب علنًا في مؤتمر صحفي في كويته بتاريخ 8 يونيو 2015. كما أشار بوغتي إلى دور جناح البحث والتحليل الهندي في الهجمات الأخيرة على القواعد العسكرية في سمانغلي وخالد ومحاولات عرقلة اتفاقية الممر الاقتصادي الصيني الباكستاني.
أما منطقة جوادر فقد كانت تابعة لسلطنة عمان لأكثر من قرن، نقلت عمان إدارة جوادر والمناطق المحيطة بها إلى باكستان في عام 1958 بجهود رئيس وزراء باكستان فيروز خان نون وزوجته فيقار النساء نون.

## الجغرافيا

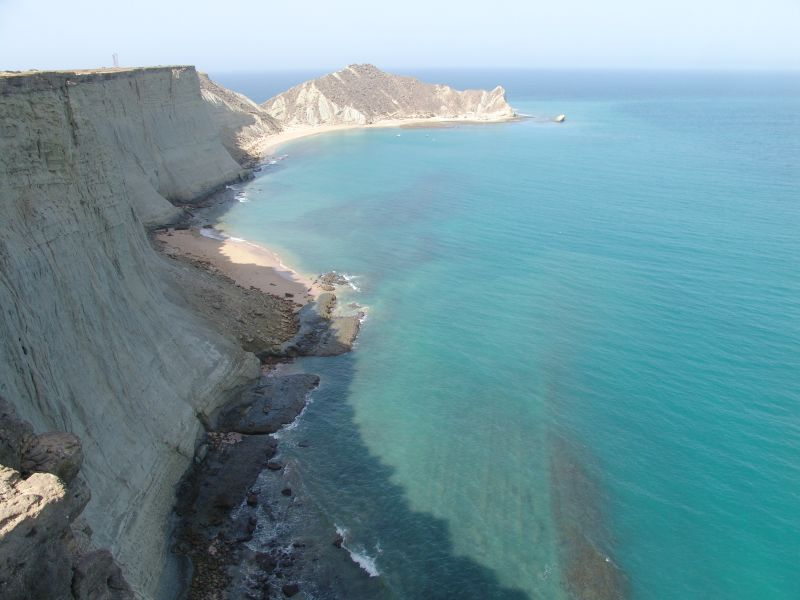
جزيرة بفت تلار

تقع بلوشستان في جنوب غرب باكستان تبلغ مساحته 347,190 كيلومتر مربع (134,050 ميل2)، وهو بذلك أكبر إقليم في البلاد ويشكل نحو 44٪ من إجمالي مساحة باكستان. يحد الإقليم أفغانستان من الشمال والشمال الغربي وإيران من الجنوب الغربي وأقاليم البنجاب والسند وخيبر بختونخوا. يحده بحر العرب من الجنوب. يقع الإقليم في النطاق الجغرافي للهضبة الإيرانية في منطقة جيوسياسية مهمة بين الشرق الأوسط وجنوب غرب آسيا وآسيا الوسطى وجنوب آسيا.
عاصمتها كويته تقع في الجزء المكتظ بالسكان من جبال سليمان في شمال شرق المقاطعة، داخل وادٍ نهري بالقرب من ممر بولان. هذا الممر كان تاريخيًا طريقًا مفضلاً للعبور من الساحل إلى آسيا الوسطى. تتميز بلوشستان بوفرة الموارد الطبيعية، فهي ثاني أكبر مورد للغاز الطبيعي في باكستان.

### المناخ
يختلف مناخ مناطق بلوشستان حسب الارتفاع والموقع الجغرافي. المرتفعات العليا فيها شتاء شديدة البرودة وصيف حار. قد تنخفض درجات الحرارة شتاءً في المناطق الشمالية مثل زيارات وكويته وقلات ومسلم باغ وخانوزاي إلى درجة −20 °م (−4 °ف) في حين تكون أكثر اعتدالاً بالقرب من ساحل مكران. أما السهول فتمتاز بشتاء معتدل لا تنخفض فيه درجات الحرارة إلى ما دون الصفر.
يكون الجو حارًا وجافًا في الصيف خاصة في المناطق القاحلة مثل شاجاي وخاران، فتصل درجات الحرارة في السهول إلى مستويات مرتفعة جدًا، إذ سُجلت في منطقة سيبي في 26 مايو 2010 أعلى درجة حرارة بالإقليم بلغت 50 °م (122 °ف).

## الحكومة والسياسة

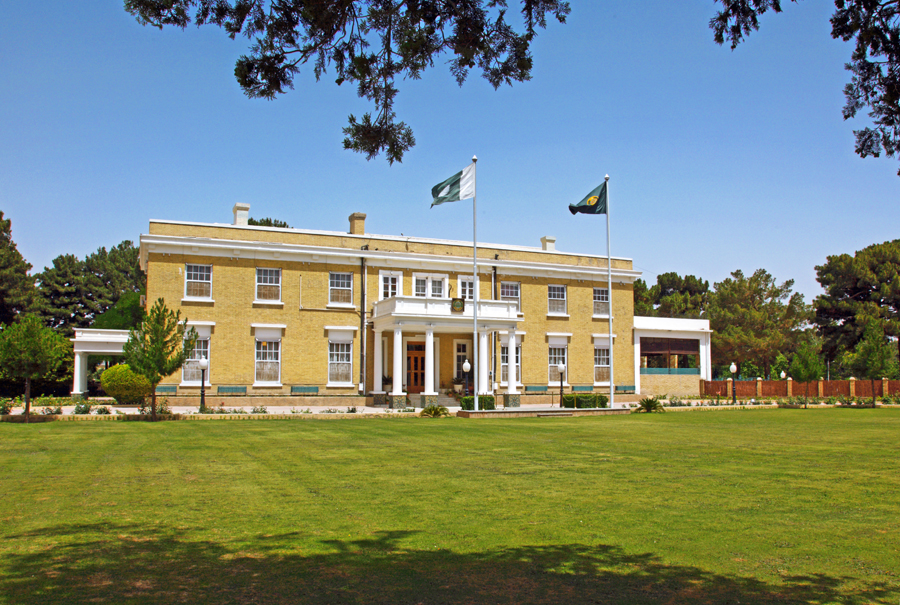
بيت حاكم بلوشستان في كويته

بلوشستان ذات نظام حكم برلماني مثل باقي أقاليم باكستان. حاكم المقاطعة ذو منصب شرفي يعينه رئيس باكستان بناءً على توصية رئيس وزراء الإقليم. أما رئيس الوزراء فهو المسؤول التنفيذي الرئيسي للمقاطعة وعادةً ما يكون زعيم أكبر حزب سياسي أو تحالف أحزاب في مجلس الإقليم.
يتكون مجلس مقاطعة بلوشستان الواحد من 65 مقعدًا منها 11 مقعدًا مخصصة للنساء و3 مقاعد لغير المسلمين. أما السلطة القضائية فتديرها محكمة بلوشستان العليا الموجودة في كويته ويرأسها رئيس القضاة. تحظى الأحزاب القومية البلوشية (مثل الحزب الوطني والحزب الوطني البلوشستاني) بحضور بارز في المشهد السياسي للمقاطعة بالإضافة إلى الأحزاب السياسية الكبرى مثل حركة الإنصاف الباكستانية والرابطة الإسلامية الباكستانية وحزب الشعب الباكستاني.

### التقسيم الإداري

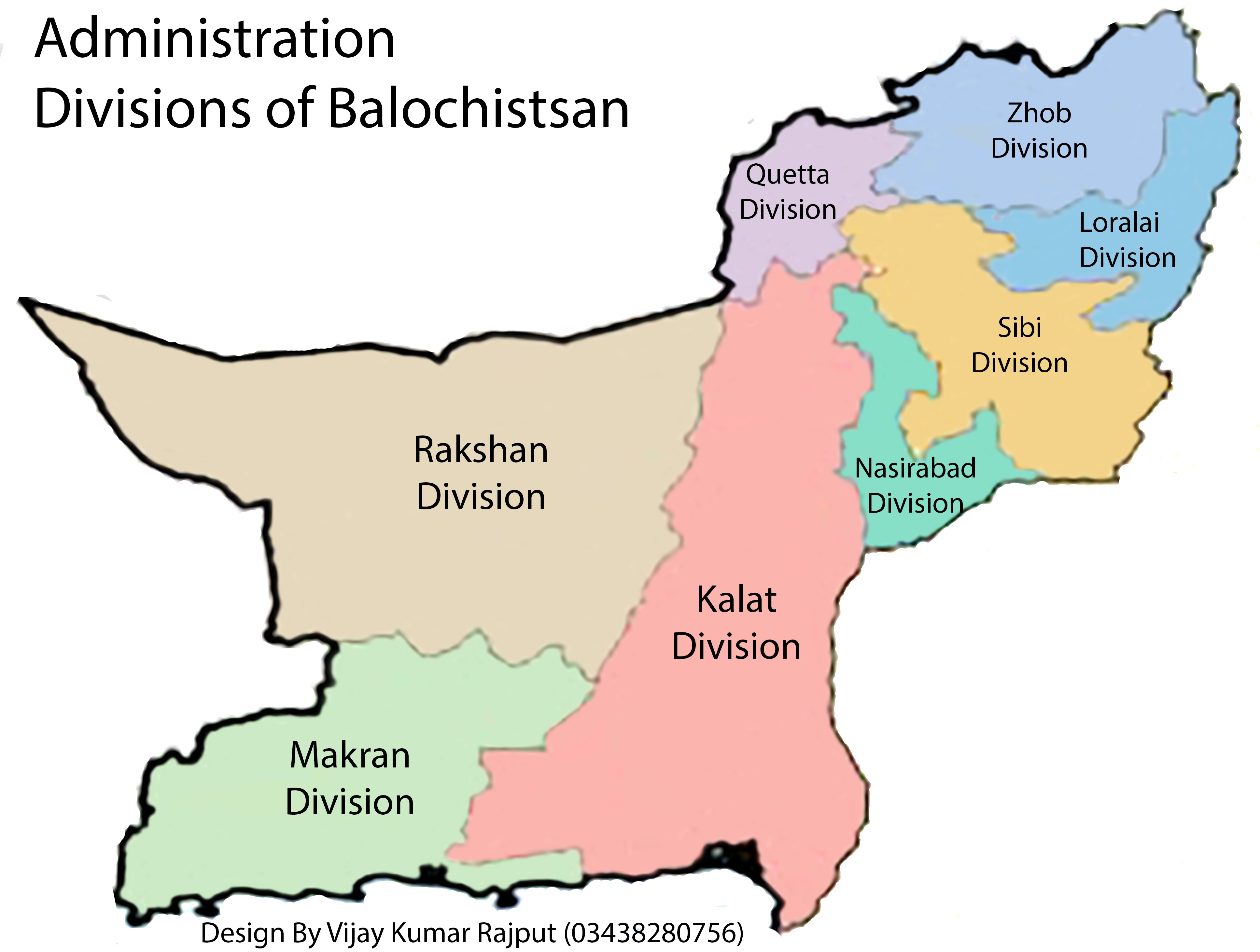
أقسام بلوشستان

مناطق بلوشستان، ملاحظة منطقة ليهري تظهر ضمن منطقة سيبي (رقم 27) ومنطقتي صحبت بور و أوستا محمد يظهران داخل منطقة جعفر آباد (رقم 8) ومنطقة هاب تظهر ضمن منطقة لاسبيلا (رقم 17).

يقسم إقليم بلوشستان إداريًا إلى ثمانية أقسام هي: قلات ومكران وناصر أباد وكويته وسيبي وزوب ورخشان ولورالاي. كان هذا التقسيم في البداية مكون من سبعة أقسام فقط، ثم استحدث القسم الثامن لورالاي في يونيو 2021 بعد تقسيم زوب.
كل قسم يُدار من قبل مفوض معين، ويُقسم بدوره إلى عدة مناطق. بلوشستان مكونة حاليًا من 36 منطقة، مما يتيح تنظيمًا إداريًا أكثر تفصيلًا لتحقيق فاعلية في إدارة شؤون المقاطعة. يُذكر أن هذا المستوى من التقسيم الإداري كان قد أُلغي في عام 2000 إلا أنه أُعيد تفعيله عقب انتخابات عام 2008.
| ترتيب | المناطق         | المقر             | المساحة (كم2) | تعداد سكان (2023) | الكثافة (نسمة/كم2) | القسم     |
| ----- | --------------- | ----------------- | ------------- | ----------------- | ------------------ | --------- |
| 1     | Awaran          | Awaran            | 29,510        | 178,958           | 6.1                | Kalat     |
| 2     | Barkhan         | Barkhan           | 3,514         | 210,249           | 59.8               | Loralai   |
| 3     | ناحية شاغي ‏     | Dalbandin         | 44,748        | 269,192           | 6.0                | Rakhshan  |
| 4     | Chaman          | شمن               | 1,341         | 466,218           | 347.7              | Quetta    |
| 5     | Dera Bugti      | Dera Bugti        | 10,160        | 355,274           | 35.0               | Sibi      |
| 6     | Duki            | Duki              | 4,233         | 205,044           | 48.4               | Loralai   |
| 7     | منطقة جوادر     | جوادر             | 12,637        | 305,160           | 24.2               | Makran    |
| 8     | Harnai          | Harnai            | 2,492         | 127,571           | 51.2               | Sibi      |
| 9     | Hub             | Hub               | غير معروف     | غير معروف         | غير معروف          | Kalat     |
| 10    | Jafarabad       | Dera Allahyar     | 1,643         | 594,558           | 361.1              | Nasirabad |
| 11    | Jhal Magsi      | قندابيل ‏          | 3,615         | 203,368           | 56.2               | Nasirabad |
| 12    | Kachhi          | Dhadar            | 5,682         | 442,674           | 77.9               | Nasirabad |
| 13    | Kalat           | قلات              | 7,654         | 271,560           | 35.5               | Kalat     |
| 14    | مقاطعة كيش ‏     | تربت              | 22,539        | 1,060,931         | 47.0               | Makran    |
| 15    | Kharan          | خاران ‏            | 14,958        | 260,352           | 17.4               | Rakhshan  |
| 16    | Khuzdar         | خوزدار            | 35,380        | 997,214           | 28.2               | Kalat     |
| 17    | منطقة كوهلو     | Kohlu             | 7,610         | 260,220           | 34.2               | Sibi      |
| 18    | Lasbela         | Uthal             | 15,153        | 680,977           | 44.9               | Kalat     |
| 19    | Loralai         | Loralai           | 3,785         | 272,432           | 72.0               | Loralai   |
| 20    | مقاطعة مستونغ ‏  | مستونك ‏           | 3,308         | 313,271           | 94.7               | Kalat     |
| 21    | Musakhel        | Musa Khel Bazar   | 5,728         | 182,275           | 31.8               | Loralai   |
| 22    | Nasirabad       | Dera Murad Jamali | 3,387         | 563,315           | 166.1              | Nasirabad |
| 23    | Nushki          | Nushki            | 5,797         | 207,834           | 35.9               | Rakhshan  |
| 24    | مديرية بنجغور ‏  | بنجغور            | 16,891        | 509,781           | 30.2               | Makran    |
| 25    | Pishin          | Pishin            | 6,218         | 835,482           | 134.6              | Quetta    |
| 26    | Quetta          | كويته             | 3,447         | 2,595,492         | 754.3              | Quetta    |
| 27    | Qila Abdullah   | Jungle Pir Alizai | 3,553         | 361,971           | 102.3              | Quetta    |
| 28    | Qilla Saifullah | Qilla Saifullah   | 6,831         | 380,200           | 55.7               | Zhob      |
| 29    | Sherani         | Sherani           | 4,310         | 191,687           | 44.5               | Zhob      |
| 30    | Sibi            | سيبي (باكستان)    | 7,121         | 224,148           | 31.5               | Sibi      |
| 31    | Sohbatpur       | Sohbatpur         | 802           | 240,106           | 299.6              | Nasirabad |
| 32    | Surab           | Surab             | 762           | 279,038           | 366.5              | Kalat     |
| 33    | Washuk          | واشك ‏             | 33,093        | 302,623           | 9.1                | Rakhshan  |
| 34    | Zhob            | Zhob              | 15,987        | 355,692           | 22.2               | Zhob      |
| 35    | Ziarat          | Ziarat            | 3,301         | 189,535           | 57.4               | Kalat     |
| 36    | Usta Muhammad   | Usta Muhammad     | غير معروف     | غير معروف         | غير معروف          | Nasirabad |

## السكان
تتميز بلوشستان بكثافتها السكانية المنخفضة بسبب تضاريسها الجبلية وندرة موارد المياه. بلغ عدد سكان بلوشستان (باستثناء مقاطعات خوزدار وكيش وبانجغور) حوالي 13,162,222 نسمة في التعداد الأولي في مارس 2012، وهي زيادة كبيرة بنسبة 139.3% عن عدد السكان في عام 1998 والذي كان 5,501,164 نسمة. شكل سكان بلوشستان حينها 6.85% من إجمالي سكان باكستان، وهي أكبر زيادة سكانية شهدتها أي مقاطعة في البلاد خلال تلك الفترة الزمنية فقد تجاوزت الزيادة الوطنية التي بلغت 46.9%. بلغ عدد السكان 14,894,402 نسمة في تعداد 2023.

### اللغات والأعراق
لغات بلوشستان (2023)
البلوشية هي الأكثر انتشارًا في بلوشستان ويتحدث بها 39.91% من السكان وهو ارتفاع بنسبة 4% مقارنة بتعداد عام 2017. تليها في الانتشار البشتوية إذ يتحدث بها 34.34% من السكان. يتحدث 17.22% من السكان البراهوية أكثرهم في الجزء الأوسط من المقاطعة. اللغات الأخرى في الإقليم هم: السندية (3.81%) والسرائيكية (2.19%) والبنجابية (0.59%) والأردية (0.53%) وغيرها بنسبة (1.5٪).
يسكن البشتون في شمال بلوشستان وهم أغلبية سكان العاصمة كويته. بينما يتوزع البلوش في جميع أنحاء المقاطعة وبالأخص في المناطق الغربية والجنوبية. يشكل البلوش الأغلبية في 21 مقاطعة ويشكل البشتو الأغلبية في 9 مقاطعات في بلوشستان، ومتحدثي البراهوية هم الأغلبية في 4 مقاطعات. توجد أقلية كبيرة تتحدث اللغات اللاسي والسرائيكية (لهجات سندية) في مناطق لاسبيلا وهوب وفي منطقة سهل كاتشي.
يذكر الإثنولوج أن الأسر الناطقة بالبلوشية لهجتها الأساسية هي المكرانية التي يتحدث بها 13٪ والرخشانية التي يتحدث بها 10٪ والسليمانية التي يتحدث بها 7٪ ، والخيترانية التي يتحدث بها 3٪ من السكان. اللغات الأخرى المتحدث بها هي اللاسي والأردية والبنجابية والسندية والسرائيكية والدرية والطاجيكية والهندكو والأوزبكية والهندية.

أظهر تعداد عام 2005 أن هناك 769,268 لاجئ أفغاني كانوا يقيمون مؤقتًا في بلوشستان، عاد العديد منهم إلى وطنهم بحلول عام 2013. ذكرت المفوضية السامية للأمم المتحدة لشؤون اللاجئين في عام 2015 وجود 327,778 لاجئ أفغاني مسجل فقط في الإقليم.
| اللغة الأم                  | 1911:32      | 1911:32 | 1921:31      | 1921:31 | 1931:85      | 1931:85 | 2017         | 2017   | 2023         | 2023   |
| اللغة الأم                  | تعداد السكان | %       | تعداد السكان | %       | تعداد السكان | %       | تعداد السكان | %      | تعداد السكان | %      |
| --------------------------- | ------------ | ------- | ------------ | ------- | ------------ | ------- | ------------ | ------ | ------------ | ------ |
| البلوشية                    | 233,240      | 27.94%  | 225,368      | 28.18%  | 267,074      | 30.75%  | 4,377,825    | 35.49% | 5,811,185    | 39.91% |
| البشتوية                    | 227,553      | 27.26%  | 201,873      | 25.25%  | 207,181      | 23.85%  | 4,359,533    | 35.34% | 4,955,245    | 34.03% |
| البراهوية                   | 145,299      | 17.41%  | 139,727      | 17.47%  | 127,479      | 14.68%  | 2,112,295    | 17.12% | 2,507,157    | 17.22% |
| Sindhi                      | 121,849      | 14.6%   | 111,412      | 13.93%  | 153,032      | 17.62%  | 562,309      | 4.56%  | 555,198      | 3.81%  |
| البنجابية/السرائيكية/Hindko | 75,641       | 9.06%   | 80,706       | 10.09%  | 69,869       | 8.04%   | 500,164      | 4.05%  | 429,715      | 2.95%  |
| الأردية                     | 10,983       | 1.32%   | 16,267       | 2.03%   | 17,131       | 1.97%   | 100,528      | 0.81%  | 77,249       | 0.53%  |
| Dehwari                     | 7,579        | 0.91%   | 6,268        | 0.78%   | 5,233        | 0.6%    | —            | —      | —            | —      |
| الإنجليزية                  | 4,349        | 0.52%   | 5,053        | 0.63%   | 5,369        | 0.62%   | —            | —      | —            | —      |
| الفارسية                    | 3,833        | 0.46%   | 3,591        | 0.45%   | 5,020        | 0.58%   | —            | —      | —            | —      |
| Pahari                      | 2,258        | 0.27%   | 5,401        | 0.68%   | 7,901        | 0.91%   | —            | —      | —            | —      |
| المراثية                    | 846          | 0.1%    | 1,124        | 0.14%   | 789          | 0.09%   | —            | —      | —            | —      |
| الكجراتية                   | 580          | 0.07%   | 494          | 0.06%   | 618          | 0.07%   | —            | —      | —            | —      |
| لغات راجاستان (Mewati)      | 324          | 0.04%   | 962          | 0.12%   | 530          | 0.06%   | —            | —      | 285          | 0%     |
| البهارية                    | 144          | 0.02%   | 490          | 0.06%   | —            | —       | —            | —      | —            | —      |
| العربية                     | 78           | 0.01%   | 6            | 0%      | 9            | 0%      | —            | —      | —            | —      |
| التاميلية                   | 55           | 0.01%   | 349          | 0.04%   | 150          | 0.02%   | —            | —      | —            | —      |
| التيلوغوية                  | 20           | 0%      | 64           | 0.01%   | 42           | 0%      | —            | —      | —            | —      |
| الكشميرية                   | 16           | 0%      | 165          | 0.02%   | 201          | 0.02%   | 17,803       | 0.14%  | 7,352        | 0.05%  |
| البنغالية                   | 13           | 0%      | 70           | 0.01%   | 93           | 0.01%   | —            | —      | —            | —      |
| شينا                        | —            | —       | —            | —       | —            | —       | —            | —      | 1,278        | 0.01%  |
| Kohistani                   | —            | —       | —            | —       | —            | —       | —            | —      | 1,014        | 0.01%  |
| البلتية                     | —            | —       | —            | —       | —            | —       | —            | —      | 846          | 0.01%  |
| Kalasha                     | —            | —       | —            | —       | —            | —       | —            | —      | 82           | 0%     |
| أخرى                        | 43           | 0.01%   | 235          | 0.03%   | 896          | 0.1%    | 304,672      | 2.47%  | 215,405      | 1.48%  |
| حجم العينة                  | 834,703      | 100%    | 799,625      | 100%    | 868,617      | 100%    | 12,335,129   | 100%   | 14,562,011   | 97.77% |
| المجموع                     | 834,703      | 100%    | 799,625      | 100%    | 868,617      | 100%    | 12,335,129   | 100%   | 14,894,402   | 100%   |

### الدين
ذكر تعداد عام 2017 أن غالبية سكان بلوشستان من المسلمين وتوجد أقليات دينية صغيرة في المقاطعة. بلغ عدد السكان الهندوس حوالي 49,133 نسمة يشمل (العدد أفراد من الطوائف المجدولة). يوجد في بلوشستان معبد شري هنغلاج ماتا أكبر مركز حج هندوسي في باكستان. كما كانت هناك أقلية مسيحية بلغ عدد أفرادها حوالي 26,462 نسمة في المقاطعة.
| الدين            | 1901:5       | 1901:5 | 1911:9–13 | 1911:9–13 | 1921:47–52 | 1921:47–52 | 1931:149 | 1931:149 | 1941:13–18 | 1941:13–18 | 1951      | 1951   | 1998      | 1998   | 2017       | 2017   | 2023       | 2023   |
| الدين            | تعداد السكان | %      | تعداد     | %         | تعداد      | %          | تعداد    | %        | تعداد      | %          | تعداد     | %      | تعداد     | %      | تعداد      | %      | تعداد      | %      |
| ---------------- | ------------ | ------ | --------- | --------- | ---------- | ---------- | -------- | -------- | ---------- | ---------- | --------- | ------ | --------- | ------ | ---------- | ------ | ---------- | ------ |
| الإسلام          | 765,368      | 94.4%  | 782,648   | 93.76%    | 733,477    | 91.73%     | 798,093  | 91.88%   | 785,181    | 91.53%     | 1,137,063 | 98.52% | 6,484,006 | 98.75% | 12,255,528 | 99.28% | 14,429,568 | 99.09% |
| الهندوسية        | 38,158       | 4.71%  | 38,326    | 4.59%     | 51,348     | 6.42%      | 53,681   | 6.18%    | 54,394     | 6.34%      | 13,087    | 1.13%  | 39,146    | 0.6%   | 49,378     | 0.4%   | 59,107     | 0.41%  |
| السيخية          | 2,972        | 0.37%  | 8,390     | 1.01%     | 7,741      | 0.97%      | 8,425    | 0.97%    | 12,044     | 1.4%       | —         | —      | —         | —      | —          | —      | 1,057      | 0.007% |
| المسيحية         | 4,026        | 0.5%   | 5,085     | 0.61%     | 6,693      | 0.84%      | 8,059    | 0.93%    | 6,056      | 0.71%      | 3,937     | 0.34%  | 26,462    | 0.4%   | 33,330     | 0.27%  | 62,731     | 0.43%  |
| الزرادشتية       | 166          | 0.02%  | 170       | 0.02%     | 165        | 0.02%      | 167      | 0.02%    | 76         | 0.01%      | 79        | 0.01%  | —         | —      | —          | —      | 181        | 0%     |
| اليهودية         | 48           | 0.01%  | 57        | 0.01%     | 19         | 0.002%     | 17       | 0.002%   | 20         | 0.002%     | —         | —      | —         | —      | —          | —      | —          | —      |
| الجاينية         | 8            | 0.001% | 10        | 0.001%    | 17         | 0.002%     | 17       | 0.002%   | 7          | 0.001%     | —         | —      | —         | —      | —          | —      | —          | —      |
| البوذية          | 0            | 0%     | 16        | 0.002%    | 160        | 0.02%      | 68       | 0.01%    | 43         | 0.01%      | 1         | 0%     | —         | —      | —          | —      | —          | —      |
| الجماعة الأحمدية | —            | —      | —         | —         | —          | —          | —        | —        | —          | —          | —         | —      | 9,800     | 0.15%  | 2,469      | 0.02%  | 557        | 0.004% |
| أخرى             | 0            | 0%     | 1         | 0%        | 5          | 0.001%     | 75       | 0.009%   | 14         | 0.002%     | 0         | 0%     | 6,471     | 0.1%   | 3,703      | 0.03%  | 8,810      | 0.06%  |
| حجم العينة       | 810,746      | 100%   | 834,703   | 100%      | 799,625    | 100%       | 868,617  | 100%     | 857,835    | 100%       | 1,154,167 | 98.31% | 6,565,885 | 100%   | 12,344,408 | 100%   | 14,562,011 | 97.77% |
| المجموع          | 810,746      | 100%   | 834,703   | 100%      | 799,625    | 100%       | 868,617  | 100%     | 857,835    | 100%       | 1,174,036 | 100%   | 6,565,885 | 100%   | 12,344,408 | 100%   | 14,894,402 | 100%   |

## الاقتصاد
يعتمد اقتصاد بلوشستان بشكل كبير على الزراعة والثروة الحيوانية ومصايد الأسماك وإنتاج الغاز الطبيعي والفحم والمعادن الأخرى. تسهم الزراعة والثروة الحيوانية بنسبة 47% من الناتج المحلي الإجمالي للمقاطعة، إلا أن البنية التحتية لهما ضعيفة فتعرضت هذه القطاعات لأضرار جسيمة بسبب فيضانات باكستان عام 2022، التي أدت إلى نفوق حوالي 500,000 رأس من الماشية وتدمير الأراضي الزراعية في 32 من أصل 35 منطقة في المقاطعة. كانت منطقة لاسبيلا الأكثر تضررًا فتسببت الفيضانات في تدمير نحو 80% من المنازل والمحاصيل والماشية. تعاني المقاطعة من انعدام الأمن الغذائي بسبب الفيضانات وظروف الجفاف الشديدة، وتستورد 85% من إمداداتها من القمح من السند والبنجاب.
بلوشستان غنية بالموارد الطبيعية التي يمكن أن تعزز اقتصادها، ولكن معظم هذه الموارد لم تستغل كليًا أو تُطوَّر لخدمة السكان المحليين. وُصفت المقاطعة، باستثناء العاصمة كويته، بأنها "مهملة" بسبب افتقار معظم السكان إلى الخدمات الأساسية. تنخفض مساهمة بلوشستان في الناتج المحلي الإجمالي لباكستان منذ السبعينيات بداية من الانخفاض من 4.9% إلى 3.7%. تعاني بلوشستان من أعلى معدلات الفقر ووفيات الرضع والأمهات وأدنى معدلات التعليم بين أقاليم باكستان، تشير التقارير إلى أن هذه العوامل قد ساهمت في حالة التمرد في الإقليم. معدلات الفقر في ازدياد؛ فبلغت نسبة الفقر 48% في عام 2001-2002، وارتفعت إلى 50.9% في 2005-2006، ذكر تقرير في عام 2016 أن معدل الفقر في بلوشستان ارتفع إلى 71%.
تعد منطقة لاسبيلا مركزًا صناعيًا مهمًا في بلوشستان فيوجد فيها مصفاة نفط مملوكة لشركة Byco International Incorporated تبلغ قدرتها الإنتاجية حوالي 120,000 برميل يوميًا. تقع محطة لتوليد الكهرباء بالقرب من المصفاة لدعم عملياتها. كما توجد هناك العديد من مصانع الأسمنت ومصنع للرخام. كما تحتوي على واحدة من أكبر ساحات تكسير السفن في العالم، الواقعة على الساحل.
نما إجمالي دخل بلوشستان بمقدار 2.7 ضعفًا في عام 1972. تتطور البنية التحتية لاستخراج الموارد تدريجيًا خارج العاصمة كويتا، إلا أنها لا زالت متخلفة بشكل كبير مقارنة بباقي أجزاء باكستان. جدير بالذكر أن اتفاقيات حقوق الإتاوة وملكية الحقوق المعدنية في المقاطعة تم التوصل إليها خلال فترة من الكوارث الطبيعية والتحديات الاقتصادية والاجتماعية والسياسية. وقد أُثيرت انتقادات واسعة لافتقار هذه المفاوضات إلى الشفافية.
السياحة في بلوشستان صناعة نامية تشرف عليها مديرية السياحة التابعة لحكومة المقاطعة. تتميز بلوشستان بمناظرها الطبيعية الساحرة مثل السواحل وقمم التلال والتضاريس الجبلية الوعرة التي تضفي عليها طابعًا فريدًا يجذب الزوار.

## للاستزادة
- Johnson, E.A. (1999). Lithofacies, depositional environments, and regional stratigraphy of the lower Eocene Ghazij Formation, Balochistan, Pakistan. U.S. Geological Survey Professional Paper 1599. Washington, D.C.: U.S. Geological Survey.
- Philippe Fabry, Balouchistan, le désert insoumis, Paris, Nathan Image, 1991, 136 p., (ردمك 2-09-240036-3)

## روابط خارجية
- الموقع الرسمي
- Sibi District؛ نسخة محفوظة 11 January 2019 على موقع واي باك مشين.
- Guide to Balochistan
- Balochistan Archives—Preserving our Past